# ブリタニー・ヴァイス
ブリタニー・ヴァイス（英語: Brittany Vise, 1987年10月27日 - ）は、アメリカ合衆国コロラド州コロラドスプリングス出身の女性フィギュアスケート選手。2004年JGPファイナル2位。パートナーはニコラス・コール、ジェレミー・アボット。姉はフィギュアスケート選手のティファニー・ヴァイス。

## 経歴
コロラド州のコロラド・スプリングスに生まれ、3歳のころにスケートを始めた。1998年からジェレミー・アボットと組みペアスケーターとして活動を始めたが、すぐに解散しニコラス・コールとペアを結成した。2002-2003年シーズンよりISUジュニアグランプリに参戦を果たし、2003年全米選手権ではジュニアクラスで2位となり頭角を現した。
2003-2004年シーズンにはJGPソフィア杯3位、JGPメキシコ杯で2位となり、JGPファイナル進出を果たした。2004年全米選手権にはシニラクラスで出場し8位。翌2004-2005年シーズン、シニアクラスのISUグランプリシリーズスケートカナダに出場し、4位入賞を果たす。同時にISUジュニアグランプリにも出場を続け、2度目の進出となったJGPファイナルでは初表彰台の2位となった。2005-2006年シーズンから本格的にシニラクラスに転向したが、同シーズン終了後にニコラス・コールとのペアを解消した。

## 主な戦績
- 戦績はニコラス・コールとのペア時。

| 大会/年                       | 2000-01 | 2001-02 | 2002-03 | 2003-04 | 2004-05 | 2005-06 |
| ----------------------------- | ------- | ------- | ------- | ------- | ------- | ------- |
| 全米選手権                    | 6 N     | 3 N     | 2 J     | 8       | 8       | 9       |
| GPNHK杯                       |         |         |         |         |         | 5       |
| GPロシア杯                    |         |         |         |         |         | 7       |
| GPスケートカナダ              |         |         |         |         | 4       |         |
| 世界Jr.選手権                 |         |         | 10      | 6       |         |         |
| JGPファイナル                 |         |         |         | 6       | 2       |         |
| JGPブラオエン・シュベルター杯 |         |         |         |         | 2       |         |
| JGPスケートロングビーチ       |         |         |         |         | 4       |         |
| JGPメキシコ杯                 |         |         |         | 2       |         |         |
| JGPソフィア杯                 |         |         |         | 3       |         |         |
| JGPトラパネーゼ杯             |         |         | 5       |         |         |         |
| JGPアリゾナ                   |         |         | 3       |         |         |         |
| トリグラフトロフィー          | 2 J     |         |         |         |         |         |

- N = ノービスクラス、J = ジュニアクラス

### 詳細
| 2005-2006 シーズン  |                                                        |         |          |          |
| 開催日              | 大会名                                                 | SP      | FS       | 結果     |
| 2006年1月7日-15日   | 全米フィギュアスケート選手権（セントルイス）           | 7 49.31 | 11 87.07 | 9 136.38 |
| 2005年12月1日-4日   | ISUグランプリシリーズ NHK杯（大阪）                    | 5 42.92 | 5 88.16  | 5 131.08 |
| 2005年11月24日-27日 | ISUグランプリシリーズ ロシア杯（サンクトペテルブルク） | 5 46.78 | 7 87.46  | 7 134.24 |

| 2004-2005 シーズン  |                                                            |         |         |          |
| 開催日              | 大会名                                                     | SP      | FP      | 結果     |
| 2004年12月2日-5日   | 2004/2004 ISUジュニアグランプリファイナル（ヘルシンキ）    | 4 49.59 | 2 93.79 | 2 143.38 |
| 2004年10月28日-31日 | ISUグランプリシリーズ スケートカナダ（ハリファックス）     | 8 44.12 | 8 83.3  | 7 127.42 |
| 2004年9月9日-12日   | ISUジュニアグランプリ スケートロングビーチ（ロングビーチ） | 2 43.52 | 4 72.33 | 4 115.85 |

| 2003-2004 シーズン   |                                                      |    |    |      |
| 開催日               | 大会名                                               | SP | FP | 結果 |
| 2004年2月29日-3月7日 | 2004年世界ジュニアフィギュアスケート選手権（ハーグ） | 6  | 6  | 6    |
| 2003年12月11日-14日  | 2003/2004 ISUジュニアグランプリファイナル（マルメ）  | 8  | 5  | 6    |
| 2003年9月25日-28日   | ISUジュニアグランプリ メキシコ杯（メキシコシティ）   | 2  | 2  | 2    |
| 2003年9月11日-14日   | ISUジュニアグランプリ ソフィア杯（ソフィア）         | 3  | 3  | 3    |

| 2002-2003 シーズン     |                                                            |    |    |      |
| 開催日                 | 大会名                                                     | SP | FP | 結果 |
| 2003年2月24日-3月2日   | 2003年世界ジュニアフィギュアスケート選手権（オストラヴァ） | 11 | 10 | 10   |
| 2002年10月30日-11月3日 | ISUジュニアグランプリ トラパネーゼ杯（ミラノ）             | 4  | 5  | 5    |
| 2002年9月19日-22日     | ISUジュニアグランプリ アリゾナ（スコッツデール）           | 2  | 3  | 3    |